# Infinity Science Fiction
Az Infinity Science Fiction (röviden: Infinity) rövid ideig működő sci-fi magazin volt az Amerikai Egyesült Államokban.  1955 novembere és 1958 novembere között 20 alkalommal jelent meg. Főszerkesztője Larry Shaw volt.

## Fontosabb novellák azInfinity Science Fiction-ben
- "Glowworm" írta: Harlan Ellison (1956 februárja)
- "Dio" írta: Damon Knight (1957 szeptembere)
- "Lenny" írta: Isaac Asimov (1958 januárja)
- "The Star" írta: Arthur C. Clarke (1955 novembere; Hugo-díjas novella
- "The Sickness" írta: William Tenn (1955 novembere)

## Fordítás
- Ez a szócikk részben vagy egészben  az   Infinity_(magazine) című angol Wikipédia-szócikk fordításán alapul.  Az eredeti cikk szerkesztőit annak laptörténete sorolja fel. Ez a jelzés csupán a megfogalmazás eredetét és a szerzői jogokat jelzi, nem szolgál a cikkben szereplő információk forrásmegjelöléseként.